# Sárosi Bálint
Sárosi Bálint (Csíkrákos, 1925. január 1. – 2022. július 15.) Széchenyi-díjas magyar népzenekutató, a zenetudományok akadémiai doktora. A Széchenyi Irodalmi és Művészeti Akadémia Zenei Alkotóművészeti Osztályának rendes tagja.

## Életpályája
Felsőfokú tanulmányokat a Pázmány Péter Tudományegyetemen folytatott magyar-román szakon, oklevelet szerzett és doktorált 1948-ban. A budapesti Zeneakadémián zenetudományi szakon 1956-ban, zeneszerzés szakon 1958-ban szerzett oklevelet. 1958-tól az MTA Zenetudományi Intézet Népzenekutató Csoportjának munkatársa, 1968 és 1974 között főmunkatársa. 1974 és 1988 között a hangszeres népzenei osztályt vezette. Ebben az időszakban a teljes magyar nyelvterületen, illetve számos országban végzett népzenegyűjtést. 1966-ban védte meg a zenetudományok kandidátusi, 1990-ben akadémiai doktori értekezését. 2004-ben választották a Széchenyi Irodalmi és Művészeti Akadémia tagjává. Emellett 1985–1986-ban az Innsbrucki Egyetem, 1989–1990-ben, illetve 1994-ben a Göttingeni Egyetem vendégprofesszora volt. Országos ismertségre az 1969-ben indított népzenei rádióműsora tette, amelynek adása 1988-ig tartott. 1991-ben címzetes egyetemi tanárrá avatta az Eötvös Loránd Tudományegyetem. 1978 és 1991 között a Hagyományos Zene Nemzetközi Tanácsa intézőbizottságának tagja volt. A magyar népi hangszerek tanulmányozásával, a hangszeres népzenével, a cigányzenészek szerepének kutatásával és az afrikai zenével foglalkozott. Magyar és külföldi szaklapokban számos tanulmánya jelent meg e témakörökből.
Liszt Ferenc születésének 200. évfordulója alkalmából Kié a cigányzene? című előadásában hangsúlyozta: „A vitát, amit Lisztnek a cigányokról és a cigányzenészekről írt nagyhatású könyve okozott, rég lezártnak tekinthetjük. A könyv vitatott megállapításai mégis máig kísértenek – majd így összegezte véleményét: A magyarok zenéje természetesen a cigányoké is. Azoké a cigányoké, akiknek néhány évszázadon át tartó magyarosodás után elég okuk és joguk van magukat teljes értékű magyarnak vagy annak is tekinteni.”

## Köteteiből
- Die Volksmusikinstrumente Ungarns (Leipzig, 1967)
- Népi hangszereink (Budapest, 1971)
- Cigányzene (Budapest: Gondolat Kiadó, 1971)
- Anthology of Hungarian Folk Music V. és VI. (Budapest: MTA Zenetudományi Intézet, 1993, 1995)
- Zenei anyanyelvünk (Budapest: Gondolat Kiadó, 1973; Budapest: Planétás Kiadó, 2003 bőv.)
- Hangszerek a magyar néphagyományban (Budapest: Planétás Kiadó, 1998)
- Magyar hangszeres népzene (Budapest: Hungaroton HCD 18236-37, 1998)
- Bihari János (Budapest: Mágus Kiadó, 2002)
- The Hungarian Musical Mother Tongue (Budapest: Hungaroton HCD 18260, 2003)
- A cigányzenekar múltja az egykori sajtó tükrében I-II (Budapest: Nap Kiadó, 2004, 2012)
- A hangszeres magyar népzenei hagyomány (Budapest: Balassi kiadó, 2008)
- Nótáskönyv (Budapest: Nap Kiadó, 2010)
- Népzenei tájakon. Válogatott írások, 1962–2014; Nap, Budapest, 2015 (Álarcok)
- Bejárt utak. Önéletrajzi jegyzetek; Nap, Budapest, 2017 (Álarcok)

## Díjak, elismerések
- Erkel Ferenc-díj (1976)
- a Magyar Alkotóművészek Országos Egyesülete nagydíja (1993)
- Széchenyi-díj (2005)
- Hazám-díj (2007)
- Eötvös József Koszorú (2012)
- Prima Primissima díj (2014)
- A Magyar Érdemrend középkeresztje a csillaggal (2018)[8]